# Anokrati
Anokrati är det begrepp som beskriver ett styrelseskick som varken kan klassas som demokratiskt eller autokratiskt, utan ofta beskrivs som ett mellanting, där olika grupper konstant kämpar om makten.

## Källhänvisningar
1. ↑  "Samstemt for utvikling?". Arkiverad 22 oktober 2014 hämtat från the Wayback Machine. Regjeringen.no, 2008. Läst 18 oktober 2014. (bokmål)